# Šikmá věž v Pise
Šikmá věž (Torre pendente) se nachází ve městě Pisa v Itálii. Stojí na Náměstí zázraků (Piazza dei Miracoli), zvaném též Katedrální náměstí (Piazza del Duomo). Zde je společně s kruhovým baptisteriem (křestní kaplí) a hřbitovem součástí církevního areálu kolem místní katedrály. Samotná šikmá věž kruhového půdorysu, postavená z bílého mramoru, slouží jako zvonice. Je vysoká téměř 56 metrů.
Výstavba byla zahájena v roce 1173, ale už krátce po začátku stavby v roce 1174 se začala naklánět. Důvodem jsou mělce založené základy v měkké hornině. Zajímavostí je, že věž se původně nakláněla na opačnou stranu. Stavitelé se rozhodli náklon vyrovnat tím, že do země k základům házeli kameny a větve. Plán sice vyšel a věž se vyrovnala, ale později se začala naklánět znovu, tentokrát na opačnou stranu. Když v roce 1185 dosáhla výšky tří pater, projevilo se jasně její naklonění. Práce byly přerušeny, ale o 90 let později byla nakloněná věž protažena o další poschodí. Nový architekt se pokusil zastavit další naklánění tím, že další patra stavěl mírně nakloněná na druhou stranu, aby se změnilo těžiště věže. Tento plán vyšel a věž se dále nakláněla mnohem pomaleji. Stavitelé nakonec rezignovali na realizaci původního projektu (měla se stát nejvyšší zvonicí své doby) a v roce 1373 bylo šesté patro zakončeno stolicí pro zavěšení zvonů.
Protože se vychýlení vrcholu věže ve 20. století zvětšilo na více než 5 metrů, byla v roce 1990 věž pro veřejnost uzavřena a začaly intenzivní záchranné práce. Do země byla mimo jiné zapuštěna železná lana, která základy upevňují.
Speciálními stavebnětechnickými postupy byla pomalu a opatrně odsávána část měkkého jílovitého podloží nacházejícího se pod základy věže. Sklon věže (5,5°) se začal postupně zmenšovat a v současné době je vychýlení věže jen cca 4 metry (4°). Znovu byla věž otevřena v prosinci roku 2001.
Větší sklon má ale například čínská pagoda Chu-ču nebo další stavby, včetně poddolovaného „šikmého“ kostela sv. Petra z Alkantary v Karviné.